# Ferrovia Tangeri-Porto Tangeri Med
La ferrovia Tangeri–Porto Tangeri Med è una nuova linea ferroviaria a scartamento normale del Marocco inaugurata nel 2009. È importante per il traffico commerciale del paese perché collega il grande porto di Tangeri Med, sul Mediterraneo, alla rete nazionale.
La nuova linea ferroviaria è stata inaugurata il 17 giugno 2009 dal re del Marocco Mohammed VI. È lunga 45 km ed ha tre stazioni intermedie.